# Comburente
Un comburente (dal latino comburere, derivato da cum, insieme o completamente + urere, bruciare) è una sostanza che agisce come agente ossidante di un combustibile in una reazione di combustione.

## Ruolo nelle combustioni

Il triangolo del fuoco

La presenza di un comburente, assieme a un combustibile e ad una fonte d'innesco, è un requisito essenziale affinché possa avvenire una reazione di combustione. Senza di esso (così come senza un combustibile o una fonte d'innesco), la combustione non può quindi avere luogo.
Il comburente e il combustibile sono quindi i reagenti necessari alla combustione, che in seguito a tale reazione chimica forniscono i prodotti di reazione (spesso anidride carbonica, oltre, a seconda del particolare caso, eventuale monossido di carbonio, NOx, SOx e altri prodotti) e energia (soprattutto sotto forma di calore, ma anche energia luminosa e, nel caso di esplosione, energia cinetica e acustica):
combustibile + comburente + fonte d'innesco →  prodotti + energia
A contatto con altre sostanze, soprattutto se infiammabili, il comburente provoca una forte reazione esotermica. In difetto di comburente può avvenire un'ossidazione parziale del combustibile. Nel caso di sostanze a base di carbonio che bruciano in difetto di ossigeno vengono prodotti, a seconda delle condizioni, monossido di carbonio e nerofumo.

## Natura chimica
Il comburente più comune è l'ossigeno dell'aria, ma anche altre sostanze possono comportarsi da comburenti:
- perossidisolfato di potassio
- acido tricloroisocianurico
- cloriti
- nitriti
- nitrati
- cloro
- clorati
- perclorati
- ossido di diazoto
- fluoro
- ozono
- permanganati
- perossidi
- perossidisolfati

Molte di queste sostanze chimiche sono instabili e possono dar luogo quindi ad ossidazioni violente. Oltre a favorire esse stesse la combustione, la loro riduzione può provocare la formazione di diossigeno (O2), che alimenta a sua volta la combustione.

## Simbologia
Il simbolo di comburente (o ossidante) comunemente adottato rappresenta un cerchio all'interno di una fiamma. Tale simbologia è utilizzata in appositi pittogrammi di sicurezza definiti da diverse normative sulla sicurezza, tra cui il Globally Harmonized System (GHS), l'Accordo europeo relativo al trasporto internazionale su strada delle merci pericolose (ADR) e lo standard internazionale ISO 7010.

Simbolo convenzionale identificativo delle sostanze comburenti nel sistema GHS (adottato anche dall'UE)
Simbolo convenzionale identificativo delle sostanze comburenti nell'UE (fino al 2010)
Esempio di simbolo dell'ADR rappresentante un materiale ossidante
Segnale di pericolo associato alla presenza di comburenti secondo la norma internazionale ISO 7010.